# Alfred Métraux
Alfred Métraux (5 de novembro de 1902, Lausanne - 11 de abril de 1963, Chevreuse) foi um antropólogo de origem suíça e com nacionalidade estadunidense. Especialista em povos da América Latina, do Haiti e da Ilha de Páscoa, sua obra perpassa várias áreas de conhecimento: história, arqueologia e etnografia.